# 马德普拉塔主教座堂
圣伯多禄圣则济利亚圣殿主教座堂（西班牙語：Basílica Catedral de los Santos Pedro y Cecilia）是一座罗马天主教主教座堂、次级宗座圣殿，位于阿根廷布宜诺斯艾利斯省的马德普拉塔。
该堂为新哥特式风格，奉圣伯多禄和圣则济利亚为主保圣人。
1924年，教宗庇护十一世将该堂升格为次级宗座圣殿，1957年天主教马德普拉塔教区成立时成为主教座堂。